# Melicytus novae-zelandiae
Melicytus novae-zelandiae là một loài thực vật có hoa trong họ Hoa tím. Loài này được (Cunningham) P.S. Green mô tả khoa học đầu tiên năm 1970.